# Montaż kontynuacyjny
Montaż kontynuacyjny (z ang. Continuity editing), nazywany również Montażem ciągłym, Montażem zdarzeń (przyczynowo-skutkowym) – technika montowania filmu, mająca na celu spowodowanie wrażenia u widza, że akcja filmu toczy się w spójnej przestrzeni czasu i miejsca. Poszczególne sceny układane są w sekwencje zgodne z logiką następstwa zdarzeń. W ten sposób widz zyskuje niezbędne informacje w sposób uporządkowany.
Montaż kontynuacyjny jest inną kategorią niż montaż równoległy, w którym przeplatają się sceny z różnych miejsc, stylów i różnych czasów. Montaż równoległy może za to łączyć naprzemiennie wiele scen wykonanych montażem kontynuacyjnym.
W większości filmów, logiczna spójność jest osiągana przez dynamiczne przycinanie scen, powodując płynne często kontrastowe przejścia z zachowaniem koherentnej wizji czasu i przestrzeni. Aktorzy mogą znajdować się w różnych pozycjach, jednak sposób montażu utrzyma u widza impresję bycia połączonym oraz płynnego kontynuowania doświadczenia obserwacji: liniowo, chronologicznie i logicznie.
Niektóre filmy, zaimplementowały dyskretnie skondensowane przejścia, dodając do tego własny rodzaj psychologicznej narracji pomiędzy, lub w trakcie scen. Wtedy technika montażu będzie polegać na symbolicznym dowiązaniu obiektów jako nośników idei pomiędzy scenami, z zachowanym tempem i rytmem. Na przykład na końcu jednej sceny kamera zagląda do beczki z wodą, a na początku sceny kolejnej kamera wyłania obraz ze szklanki z wodą. Zabieg stylistyczny tego typu jest stosowany przez niektórych reżyserów w miejsce łączenia fizycznych akcji czy ruchu w pełną sekwencję. Inną cechą jest stosowanie zbliżeń i fragmentów montażu ciągłego, ponieważ stanowi bardziej atrakcyjną formę od użycia choćby pełnego planu, takiego, który obejmuje wszystkich lub większość aktorów. Specjalną kategorią, łączącą montaż równoległy w kontynuacyjny, jest technika nazywana z ang. „shot-reverse-shot”, czyli kontrplan, stosowana w prezentacji dialogów pomiędzy aktorami. Sceny z poszczególnymi wypowiedziami mogą być tu kręcone w różnych miejscach, różnym czasie, a nawet bez fizycznego kontaktu pomiędzy występującymi, jednak w efekcie montażu sprawiają wrażenie kompletnej rozmowy „tu i teraz”, w jednym miejscu i czasie.
Zabiegi techniczne w montażu kontynuacyjnym podlegają jednemu wspólnemu celowi: skupieniu uwagi widza na toczącej się fabule.